# Sato Taichi
Taichi Sato (sinh ngày 23 tháng 8 năm 1977) là một cầu thủ bóng đá người Nhật Bản.

## Sự nghiệp câu lạc bộ
Taichi Sato đã từng chơi cho Urawa Reds, Omiya Ardija và Montedio Yamagata.